# Jean-Baptiste de Goué
Jean-Baptiste de Goué (1646 - 9 décembre 1690, Villeneuve-la-Guyard), magistrat français.

## Biographie

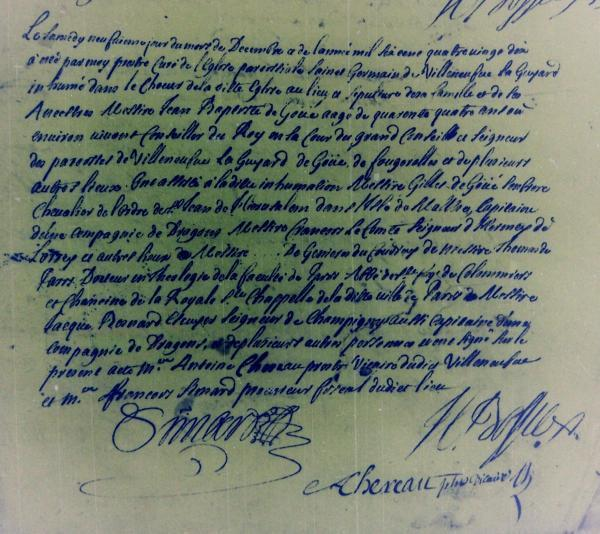
Acte de sépulture (Cliché JC Geoffroy)

### Famille
Il était le fils de Jean-Baptiste et le petit-fils de Claude de Goué et de Marie de Falaise, enlevée avant le mariage. Son grand-père épousa Françoise de La Hautonnière, fille de François de La Hautonnière. Seigneur dudit lieu et de Montaudin, qui lui apportait le seigneurie de Roullon, estimée à 30 000 livres. Il demeurait alors à Goué, mais l'année précédente, il habitait au château de La Ferrière, en Normandie. Ayant pris parti pour la Fronde en qualité de mestre de camp du régiment de Mayenne en 1649, il fut assez vilainement portraituré par Colbert. Maître d'hôtel du Roi, puis gentilhomme de sa chambre, il mourut à Villeneuve-la-Guyard.

### Parcours
Jean-Baptise de Goué est né vers 1646. Par un choix assez rare, il avait été envoyé à Orléans suivre les cours de la faculté de droit. Il est étudiant à l'Université d'Orléans, 1671. Il épousa par contrat du 29 septembre 1674, Françoise-Madeleine Martineau, fille d'un conseiller au parlement de Paris et commissaire aux requêtes du Palais. Il fut conseiller au Grand-Conseil au moins depuis 1676 puisqu'il reçut 450 livres pour ses honoraires du mois de janvier au mois de septembre de cette année.

### Correspondant de Gilles Ménage
Jean-Baptiste de Goué a été un correspondant de Gilles Ménage pour la rédaction d'articles de son Histoire de Sablé. Ménage avait d'ailleurs pris soin d'indiquer : « Cette notice m'a été communiquée par M. de Goué, conseiller au Grand-Conseil, homme d'un mérite égal à sa naissance. ».
Les deux enfants qu'il eut de Françoise Martineau moururent jeunes. Son héritier fut M. de Baugy, gendre de M. Honoré Caille du Fourny, collaborateur du Père Anselme et de ses continuateurs. Il épousa Renée Gastin.
Outre les mémoires prétendus compilés de Jean de la Futaye et de Foulques de Savigny qu'il inventa ou qu'on lui fit croire, il fit un travail pour le duc de Mayenne dans la recherche des droits, rentes et devoirs appartenant à lui ou à ses vassaux, et des anciens titres du duché, dont il avait dressé l'aveu au roi en 1669, ce qu'il n'avait pu faire que par un long et pénible travail, n'ayant pu trouver un aveu antérieur.

## Faussaire historique

### Le Chartrier de Goué
Le chartrier est l'un des plus importants de l'ancien duché de Mayenne. Il contient sur la famille de Goué des documents authentiques, remontant au commencement du XIVe siècle.
Jean-Baptiste de Goué ne se contenta pas de cela. Les autres pièces fausses du chartrier de Goué, qui n'ont plus trait à la croisade de 1158, sont variées dans la forme, quelques-unes même peuvent n'être que des copies altérées de documents vrais, mais toutes ont cela de commun qu'elles devaient servir, dans l'intention de celui qui les fabriquait, à reporter l'origine connue de la famille de Goué du XIVe au Xe siècle. À côté de ces textes sincères, originaux, on trouve au chartrier une grande quantité de pièces en copies vidimées qui feraient remonter les sires de Goué au Xe siècle.
La supercherie historique est avérée à la fin du XIXe siècle. Henri Omont de la Bibliothèque nationale de France annote le manuscrit de M. de Goué comme contenant des faux, dès 1897.

### Le faussaire
Jean-Baptiste de Goué est célèbre par l'étude critique menée par l'abbé Angot, qui amène la preuve que sous le rapport historique, il était un faussaire avéré de profession qui, non content de mettre sur pied des chevaliers et d'inventer des moines chroniqueurs, ne craignait pas de produire ses faux même dans les pièces de procédure. 

### Procès avec Mazarin
En 1681, Jean-Baptiste de Goué fils dut reprendre contre le duc de Mazarin le procès que le Cardinal Mazarin avait intenté à son père et pour lequel celui-ci avait rédigé un mémoire. Mais les documents que le fils s'était fabriqués allaient bien plus loin que le mémoire paternel :
1. Il invoque la fondation faite de l'abbaye de Savigny, l'an 1158, par Juhel II de Mayenne[6]
2. Il cite « un contrat de vente vers l'an 1300 par Robert de Goué, chevalier, de tout ce qu'il possède dans le bourg de Fougerolles, proche sa terre de la terre de Goué. » et un autre contrat fait en 1310, « où il se void que Pierre Giffard et Iveline, sa femme, vendent à Perrot, fils de Thomas de Goué, escuyer, leur terre et seigneurie du Parc de Goué o un chastel et hebergement, et o tous ses fiefs, honneurs et dignités, terres arables et non arables, prés, bois, etc. »[7]

L'abbé Angot indique qu'il fallait une certaine audace pour présenter un pareil factum au Parlement, car enfin les juges n'avaient qu'à consulter la charte, non de fondation, comme dit le plaideur, mais de confirmation des biens de l'abbaye, pour voir que les ancêtres de M. de Goué n'y figurent point et qu'ils n'y sont point qualifiés cognati des seigneurs de Mayenne.
Un autre objet du litige était la sergentise de Goué. M. le duc de Mazarin y voyait un simple office féodal, sans fonds ni terre. Mais pour son adversaire c'était bien autre chose. On peut le lire dans son mémoire. 
Ce factum est signé : M. Merault en la seconde des Enquestes, rapporteur. — M. de Launay, avocat. Le titre porte : « Factum pour Messire Jean-Baptiste de Goué, chevalier, baron de Villeneuve la Guiart, intimé. « Contre Messire Armand-Charles, duc de Mazarin, de la Melleraye et de Mayenne, Pair de France, appelant d'une sentence rendue aux requestes du Palais, le 15 juin 1681. »
Le volume 32.633, du Fonds français contient la copie certifiée conforme des archives de Goué. M. A. Bertrand de Broussillon atteste que toutes les pièces appartenant aux époques un peu reculées sont fausses. — Le Recueil Thoisy, aux imprimés de la Bibl. Nat., Fm 14.901, contient un factum de M. de Goué, in-4°, 1681, sur la question de la sergentise. C'est évidemment la première partie du procès dont il y avait appel en 1682 et que perdit M. de Goué en 1684.

### Fausses alliances

#### Famille de Laval
Les alliances que Jean-Baptiste de Goué donne à ses ancêtres, pour établir ces degrés lointains, sont visiblement fausses comme celle qui lui créerait un lien de parenté avec l'un des barons de Laval, en l'an 1010. Le titre fabriqué pour prouver cette alliance a même été l'occasion d'une grave erreur pour les auteurs de l’Art de vérifier les dates, puisqu'il les a décidés à placer en tête de la liste chronologique des seigneurs de Laval, un Geoffroy-Guy de Laval qui n'a pas d'autre preuve de son existence.
On veut prouver l'existence de Geoffroy-Guy en s'appuyant sur l'ouvrage de Jacques Le Blanc de La Vignolle : mais Jacques Le Blanc était en relation avec l'auteu r régionaliste René de Quatrebarbes et celui-ci lui avait communiqué quelques inventions de Jean-Baptiste de Goué, si ce dernier ne les lui avait pas communiquées directement[incompréhensible].

#### Appropriation
Un autre procédé qu'employa le correspondant de Gilles Ménage, pour s'assurer une antique noblesse, consiste à s'approprier les noms qui présentaient avec le sien une similitude plus ou moins grande. On rencontre souvent dans les chartes anciennes de l'abbaye de Savigny, une famille de Poë qui habitait le pays de Fougerolles, c'est-à-dire la paroisse même où s'élevait le château de Goué ; le conseiller Jean-Baptiste de Goué n'hésite pas à se les approprier, comme il voulut faire même des seigneurs du Perche-Gouet.

#### Conclusion
Enfin, pour résumer cette démonstration, il est certain d'après les connaisseurs les plus autorisés qui ont étudié le chartrier de Goué, que le nom de cette famille n'existe dans aucun acte authentique antérieur au XIVe siècle ; ce qui n'empêche pas M. de Goué de se créer de toutes pièces une généalogie où ne manque aucun degré, où de nombreux enfants sont désignés par leurs noms, leurs alliances, leurs services.

## Sources
- Charles Pointeau, Les Croisés de Mayenne en 1158, étude sur la liste donnée par Jean de la Fustaye, suivie de documents inédits, 1878, dans la Revue du Maine, et tirage à part, 1879 ;
- Abbé Angot, Les Croisés de Mayenne en 1158. Étude critique. Goupil, 1896  ;
- Abbé Angot, Les croisés et les premiers seigneurs de Mayenne : origine de la légende. Goupil, 1897  ;
- « Jean-Baptiste de Goué », dans Alphonse-Victor Angot et Ferdinand Gaugain, Dictionnaire historique, topographique et biographique de la Mayenne, Laval, A. Goupil, 1900-1910 [détail des éditions] (BNF 34106789, présentation en ligne), t. IV, p. 545 ;
- Abbé Angot, Les deux faussaires et le pseudo-trésor de Goué (1614-1690), dans le Bulletin de la Commission historique et archéologique de la Mayenne, 1911, t. 27, p. 341-370 .